# Ballon d'Or 1990
De Ballon d'Or 1990 was de 35e editie van de voetbalprijs georganiseerd door het Franse tijdschrift France Football. De prijs werd gewonnen door de West-Duitser Lothar Matthäus (Internazionale). De resultaten van de stemming werden gepubliceerd in editie 2333 van France Football op 25 december 1990.
De jury was samengesteld uit 29 journalisten die aangesloten waren bij de volgende verenigingen van de UEFA: Albanië, West-Duitsland, de DDR, Oostenrijk, België, Bulgarije, Tsjecho-Slowakije, Denemarken, Spanje, Finland, Frankrijk, Griekenland, Hongarije, Engeland, Ierland, IJsland, Italië, Luxemburg, Malta, Nederland, Polen, Portugal, Roemenië, Schotland, Sovjet-Unie, Zweden, Zwitserland, Turkije en Joegoslavië.

## Stemprocedure
Elk jurylid koos de beste vijf spelers van Europa. De speler op de eerste plaats kreeg vijf punten, de tweede keus vier punten en zo verder. Op die wijze werden 435 punten verdeeld, 145 punten was het maximale aantal punten dat een speler kon behalen (in geval van een negenentwintig koppige jury).

## Uitslag
| Plaats | Speler                | Club                                     | Stemmen | Stemmen | Stemmen | Stemmen | Stemmen | Stemmen | Punten |
| Plaats | Speler                | Club                                     | 1º      | 2º      | 3º      | 4º      | 5º      | Totaal  | Punten |
| ------ | --------------------- | ---------------------------------------- | ------- | ------- | ------- | ------- | ------- | ------- | ------ |
| 1º     | Lothar Matthäus       | Internazionale                           | 25      | 3       |         |         |         | 28      | 137    |
| 2º     | Salvatore Schillaci   | Juventus                                 | 2       | 12      | 5       | 4       | 3       | 26      | 84     |
| 3º     | Andreas Brehme        | Internazionale                           | 2       | 6       | 8       | 3       | 4       | 23      | 68     |
| 4º     | Paul Gascoigne        | Tottenham Hotspur                        |         | 2       | 6       | 6       | 5       | 19      | 43     |
| 5º     | Franco Baresi         | AC Milan                                 |         | 5       | 2       | 3       | 5       | 15      | 37     |
| 6º     | Enzo Scifo            | AJ Auxerre                               |         |         | 3       | 1       | 1       | 5       | 12     |
|        | Jürgen Klinsmann      | Internazionale                           |         |         | 1       | 4       | 1       | 6       | 12     |
| 8º     | Roberto Baggio        | Fiorentina / Juventus                    |         | 1       | 1       |         | 1       | 3       | 8      |
| 9º     | Frank Rijkaard        | AC Milan                                 |         |         | 1       | 2       |         | 3       | 7      |
| 10º    | Guido Buchwald        | VfB Stuttgart                            |         |         | 2       |         |         | 2       | 6      |
| 11º    | Jean-Pierre Papin     | Olympique Marseille                      |         |         |         | 1       | 1       | 2       | 3      |
| 12º    | Rafael Martín Vázquez | Real Madrid / Torino                     |         |         |         | 1       |         | 1       | 2      |
|        | Paul McGrath          | Aston Villa                              |         |         |         | 1       |         | 1       | 2      |
|        | Robert Prosinečki     | Rode Ster Belgrado                       |         |         |         | 1       |         | 1       | 2      |
|        | Des Walker            | Nottingham Forest                        |         |         |         | 1       |         | 1       | 2      |
|        | Walter Zenga          | Internazionale                           |         |         |         | 1       |         | 1       | 2      |
|        | Dragan Stojković      | Rode Ster Belgrado / Olympique Marseille |         |         |         |         | 2       | 2       | 2      |
| 18º    | John Barnes           | Liverpool                                |         |         |         |         | 1       | 1       | 1      |
|        | Michael Laudrup       | FC Barcelona                             |         |         |         |         | 1       | 1       | 1      |
|        | Gary Lineker          | Tottenham Hotspur                        |         |         |         |         | 1       | 1       | 1      |
|        | David Platt           | Aston Villa                              |         |         |         |         | 1       | 1       | 1      |
|        | Rudi Völler           | AS Roma                                  |         |         |         |         | 1       | 1       | 1      |
|        | Chris Waddle          | Olympique Marseille                      |         |         |         |         | 1       | 1       | 1      |

## Trivia
- Zeven spelers uit de toptien waren actief in de Serie A.

## Referentie
- Eindklassement op RSSSF

France Football:
1956 · 
1957 · 
1958 · 
1959 · 
1960 · 
1961 · 
1962 · 
1963 · 
1964 · 
1965 · 
1966 · 
1967 · 
1968 · 
1969 · 
1970 · 
1971 · 
1972 · 
1973 · 
1974 · 
1975 · 
1976 · 
1977 · 
1978 · 
1979 · 
1980 · 
1981 · 
1982 · 
1983 · 
1984 · 
1985 · 
1986 · 
1987 · 
1988 · 
1989 · 
1990 · 
1991 · 
1992 · 
1993 · 
1994 · 
1995 · 
1996 · 
1997 · 
1998 · 
1999 · 
2000 · 
2001 · 
2002 · 
2003 · 
2004 · 
2005 · 
2006 · 
2007 · 
2008 · 
2009 · 
2016 · 
2017 · 
2018 · 
2019 · 
2021 · 
2022 · 
2023 · 
2024